# Colleville-sur-Mer
Colleville-sur-Mer è un comune francese di 174 abitanti situato nel dipartimento del Calvados nella regione della Normandia.

## Storia
Colleville-sur-Mer è la sede del più famoso cimitero americano della seconda guerra mondiale in Europa che sorge proprio a strapiombo sulla tristemente famosa spiaggia di Omaha (Bloody Omaha, per i veterani americani della seconda guerra mondiale).
Presso Colleville-sur-Mer è situato il Cimitero e monumento alla memoria americano in Normandia, dove riposano 9387 caduti, tutti rivolti verso ovest, verso una patria che non avrebbero più rivisto dopo essere arrivati in Europa. In questo comune sono state girate la scena iniziale e la scena finale del film Salvate il soldato Ryan.

## Società

### Evoluzione demografica
Abitanti censiti